# Estadio El Campincito
El Estadio El Campincito está situado la ciudad de Bogotá, capital de Colombia. Tiene aforo para recibir 1500 espectadores. 
Se ubica al oriente del antiguo Coliseo El Campín (actualmente Movistar Arena), también contiguo al sector norte del Estadio Nemesio Camacho El Campín. Es utilizado en los torneos y los clubes de la Liga de fútbol de Bogotá y en los torneos de carácter aficionado.
Asimismo, el escenario fue sede de partidos profesionales de la Categoría Primera B con los clubes Academia Bogotana y El Cóndor.
En 2011 fue una de las sedes de entrenamiento contiguas para la Copa Mundial de Fútbol Sub-20 de 2011.
En 2018 recibió al Independiente Santa Fe Femenino en sus partidos como local en la fase de grupos en la Liga Profesional de Fútbol Femenino.
En 2024 fue uno de los campos de entrenamiento de las selecciones que disputaron la Copa Mundial Femenina de Fútbol Sub-20 de 2024.